# Cosquín, amor y folklore
 Cosquín, amor y folklore es una película en blanco y negro de Argentina dirigida por Delfor María Beccaglia sobre el guion de Juan M. Beccar y Marcelo Simón según la idea original de Aníbal E. Uset que se estrenó el 30 de septiembre de 1965 y que tuvo como protagonistas a Elsa Daniel y Atilio Marinelli.El filme incluye la actuación de artistas que nunca habían estado en el Festival de Cosquín.

## Sinopsis
Una pareja que viaja a la ciudad de Cosquín, afamada capital del folklore argentino,de luna de miel, donde experimentan cómo muchos cantantes y compositores de musica folklórica van apareciendo e interpretando distintas canciones de dicho género como No te puedo olvidar interpretada por el jujeño Jorge Cafrune. En este film musical de amor y romance, el folklore es un arte que le apasiona a ella (Elsa) y un género que a él (Atilio) le disgusta.

## Reparto
- Elsa Daniel
- Atilio Marinelli
- Atahualpa Yupanqui
- Eduardo Falú
- Los Huanca-Huá
- Ramona Galarza
- Ariel Ramírez
- El Chúcaro
- Norma Viola
- Los Cantores del Alba
- Los Trovadores
- El Chango Nieto
- Jorge Cafrune
- Julio Molina Cabral
- Jovita Díaz
- Pocho Leyes
- Eduardo Rodrigo
- Los Arribeños
- Los de Salta
- Ante Garmaz
- Cristina Sullivan
- Silvia Rossi
- Juan Carlos Saravia del Grupo "Los Chalchaleros"
- Cocho Zambrano del Grupo "Los Chalchaleros"
- Dicky Dávalos del Grupo "Los Chalchaleros"
- Ernesto Cabeza del Grupo "Los Chalchaleros"
- Eduardo Madeo del Grupo "Los Fronterizos"
- Gerardo López del Grupo "Los Fronterizos"
- Juan Carlos Moreno del Grupo "Los Fronterizos"
- César Isella del Grupo "Los Fronterizos"
- Carlos Lastra del Grupo "Los Cantores de Quilla Huasi"
- Óscar Valles del Grupo "Los Cantores de Quilla Huasi"
- Ramón Núñez del Grupo "Los Cantores de Quilla Huasi"
- Roberto Palmer del Grupo "Los Cantores de Quilla Huasi"

## Comentarios
La Prensa dijo:

”Lo importante del film…es que muestra el desarrollo….del festival nacional del folklore…auténtico placer para…admiradores del folklore nacional.”

La Razón por su parte comentó:

”El romance entre Elsa Daniel y Atilio Marinelli carece de interés sin un diálogo más o menos sustancioso…Desfile de números folklóricos de primera línea.”

La Hora opinó:

”Recomendada para personas de sueño pesado…para los que acostumbran concurrir a las salas…a dormir una siestita.”